# Mircea Simon
Dan Mircea Simon (n. 22 ianuarie 1954, București, România) este un fost boxer român, laureat cu argint la Montreal 1976, unde a pierdut in fața boxerului cubanez Teófilo Stevenson.

## Istoricul luptelor
| 12 victorii (10 knockout, 2 decizii), 2 remize |        |                 |     |           |            |                                                             |
| Res.                                           | Record | Adversar        | Tip | Rd., Timp | Data       | Locație                                                     |
| Remiză                                         | 12–1–1 | Leroy Caldwell  | PTS | 10 (10)   | 1979-09-27 | Auditoriul Olimpic, Los Angeles, California, Statele Unite  |
| Victorie                                       | 12–1–0 | Charlie Johnson | KO  | 4 (10)    | 1979-08-30 | Auditoriul Olimpic, Los Angeles, California, Statele Unite  |
| Victorie                                       | 11–1–0 | Koroseta Kid    | KO  | 2 (10)    | 1979-07-26 | Auditoriul Olimpic], Los Angeles, California, Statele Unite |
| Victorie                                       | 10–1–0 | Tony Pulu       | KO  | 3 (10)    | 1979-06-14 | Auditoriul Olimpic, Los Angeles, California, Statele Unite  |
| Victorie                                       | 9–1–0  | Beau Williford  | KO  | 2 (10)    | 1979-04-26 | Auditoriul Olimpic, Los Angeles, California, Statele Unite  |
| Remiză                                         | 8–1–0  | Eddie López     | PTS | 10 (10)   | 1979-03-01 | Auditoriul Olimpic, Los Angeles, California, Statele Unite  |
| Victorie                                       | 8–0    | James Dixon     | KO  | 2 (10)    | 1979-02-01 | Auditoriul Olimpic, Los Angeles, California, Statele Unite  |
| Victorie                                       | 7–0    | Oliver Philipps | TKO | 2 (10)    | 1978-10-26 | Auditoriul Olimpic, Los Angeles, California, Statele Unite  |
| Victorie                                       | 6–0    | David Wynne     | KO  | 1         | 1978-09-15 | Superdome, New Orleans, Louisiana, Statele Unite            |
| Victorie                                       | 5–0    | Mark Junior     | KO  | 2         | 1978-07-27 | Auditoriul Olimpic, Los Angeles, California, Statele Unite  |
| Victorie                                       | 4–0    | Dan Johnson     | KO  | 6 (8)     | 1978-06-15 | Auditoriul Olimpic, Los Angeles, California, Statele Unite  |
| Victorie                                       | 3–0    | Bob Swoopes     | PTS | 8 (8)     | 1978-05-18 | Auditoriul Olimpic, Los Angeles, California, Statele Unite  |
| Victorie                                       | 2–0    | Rocky Jones     | KO  | 1         | 1978-05-04 | Auditoriul Olimpic, Los Angeles, California, Statele Unite  |
| Victorie                                       | 1–0    | Rocky Jones     | UD  | 6 (6)     | 1978-03-18 | Aladdinul, Las Vegas, Nevada, Statele Unite                 |

## Distincții
- Ordinul „Meritul Sportiv” clasa a II-a (18 august 1976) „pentru rezultatele deosebite obținute la Jocurile olimpice de vară de la Montreal – 1976, precum și pentru contribuția adusă la dezvoltarea activității sportive și la creșterea prestigiului sportului românesc pe plan internațional”[3]